# Liste des personnes citées dans les Paradise Papers
Cet article recense les personnalités citées dans les Paradise Papers en novembre 2017.

## Afrique

### Afrique du Sud
L’ex-président d'Afrique du Sud Nelson Mandela et son épouse ont créé une fiducie à l'île de Man en 1995. Après sa mort, un conflit a eu lieu pour les droits sur ces dépôts d'argent. L'origine de ces sommes n'est pas connue. L'affaire a été révélée dans les Paradise Papers qui contenaient des documents concernant un différend juridique entre l'ancien avocat du défunt président Ismail Ayob et les héritiers de Mandela.

### Libéria

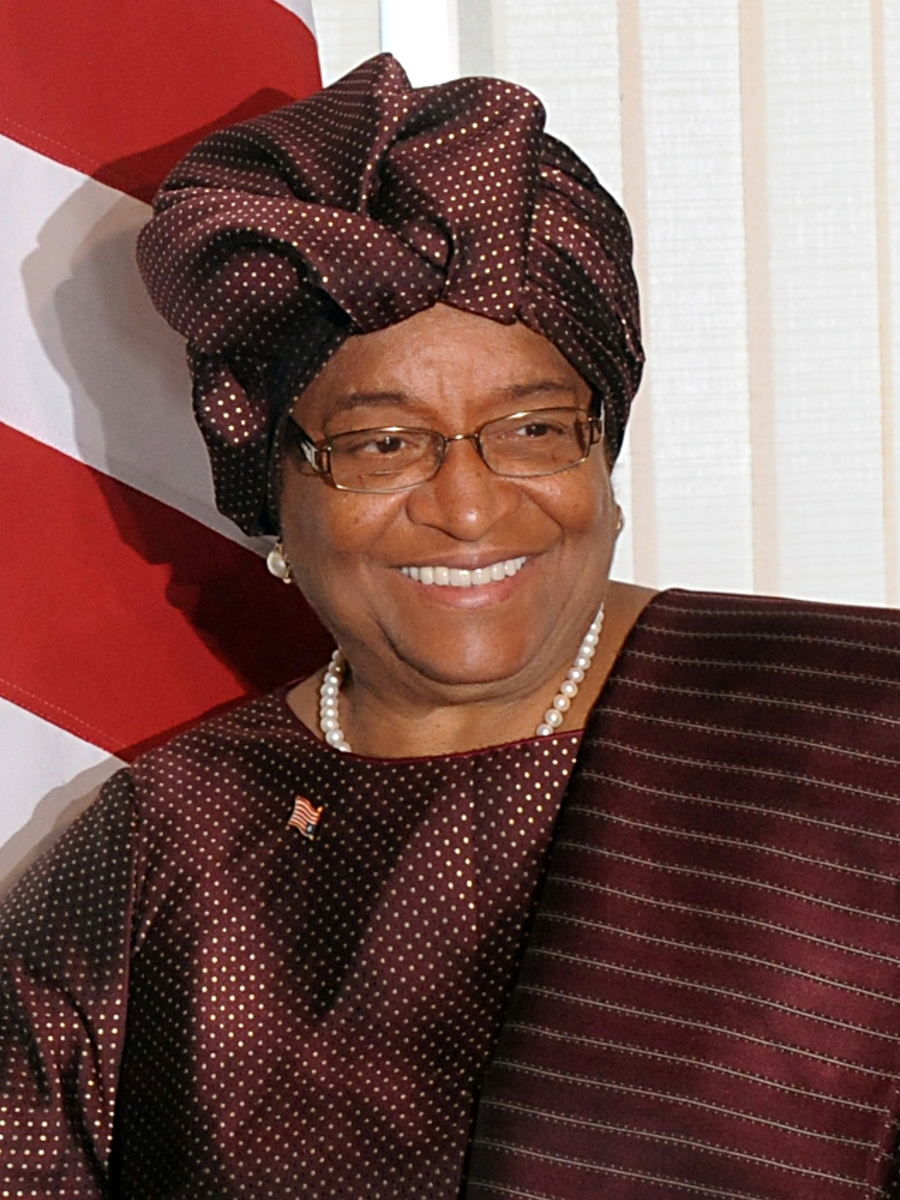
La présidente du Libéria Ellen Johnson Sirleaf est mise en cause dans les Paradise Papers.

La présidente du Libéria Ellen Johnson Sirleaf est mise en cause comme directrice de la société des Bermudes Songhai Financial Holdings Ltd. Une filiale de Databank Brokerage Ltd., une société d'investissement et de gestion de fonds, d'avril 2001 jusqu'en septembre 2012. Le ministre des Finances et de la planification économique Ken Ofori-Atta, était le cofondateur de Databank et codirecteur, avec Johnson Sirleaf, de Songhai Financial Holdings.

### Nigéria
Le président du sénat nigérian, Bukola Saraki, est nommé dans les Paradise Papers comme directeur et actionnaire de Tenia Ltd., une société établie dans les îles Caïmans en avril 2001.

### Ouganda
Le ministre des Affaires étrangères Sam Kutesa est bénéficiaire, tout comme sa fille, d'une fiducie qui détient la société Katonga Investments Ltd, basée aux Seychelles. Katonga a comme source de revenus Enhas Uganda, une autre société détenue par Kutesa qualifiée par un comité parlementaire comme le résultat d'une privatisation "manipulée au profit de quelques personnalités politiques puissantes et au détriment de l'intérêt public". Kutesa a été également président de l'Assemblée générale des Nations unies de 2014 à 2015.

## Amériques
Les Paradise Papers concernent notamment les États-Unis et le Canada.

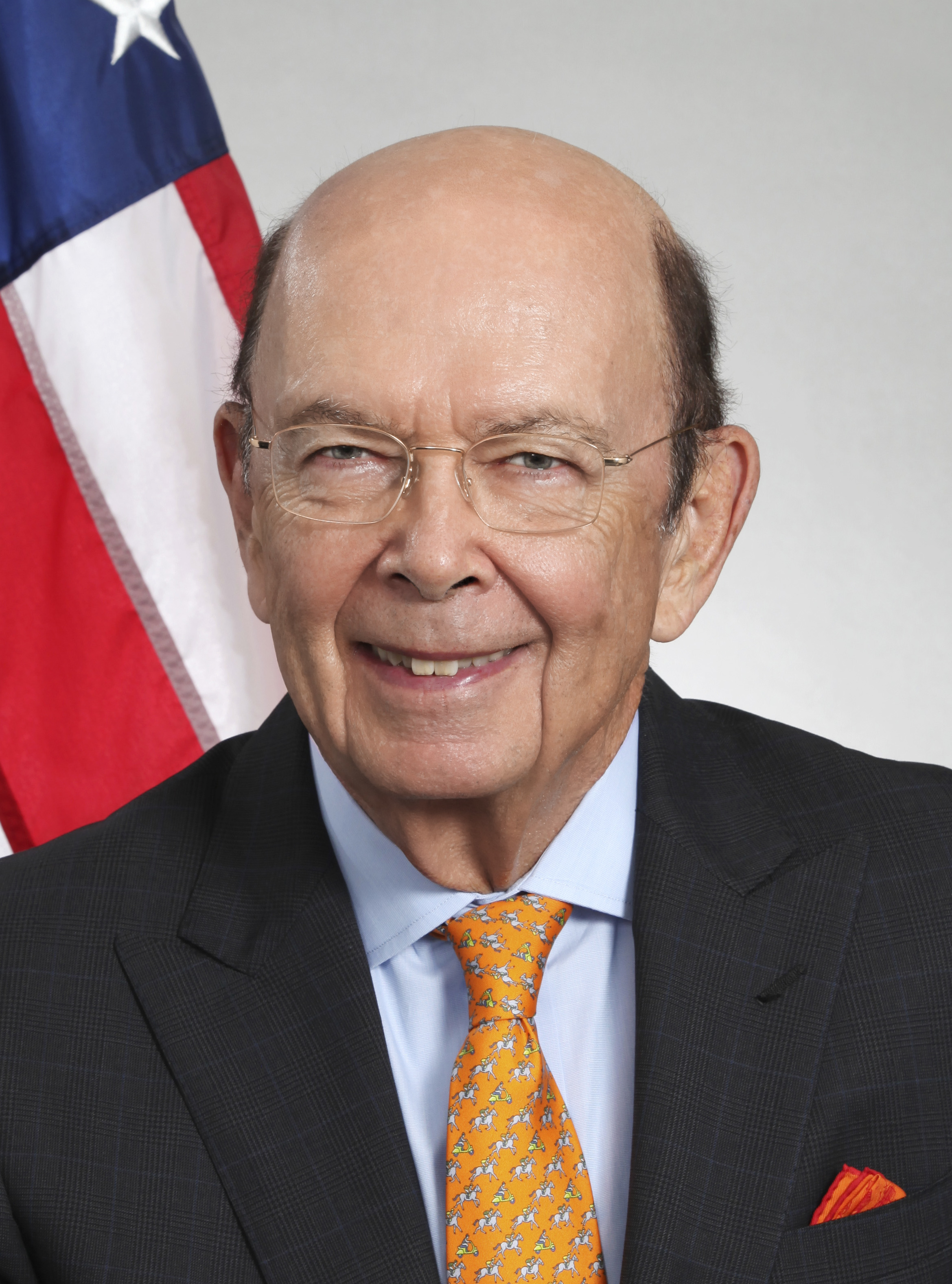
Wilbur Ross, secrétaire au Commerce des États-Unis.
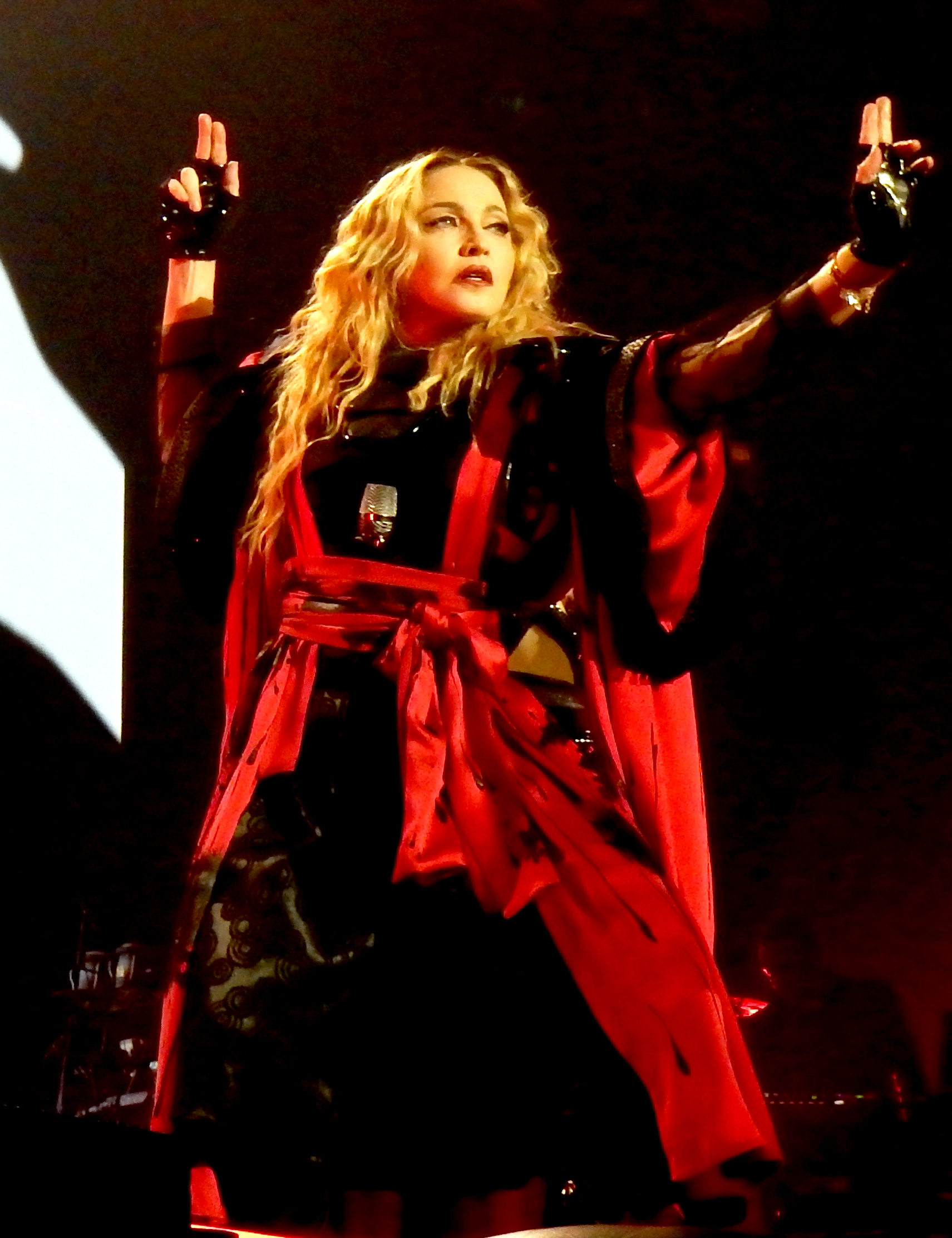
Madonna (à Berlin en 2015).
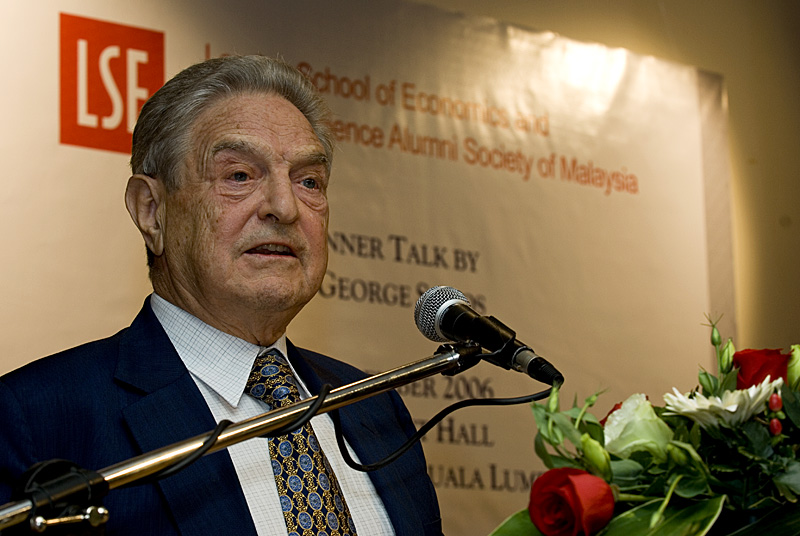
George Soros, homme d'affaires milliardaire.
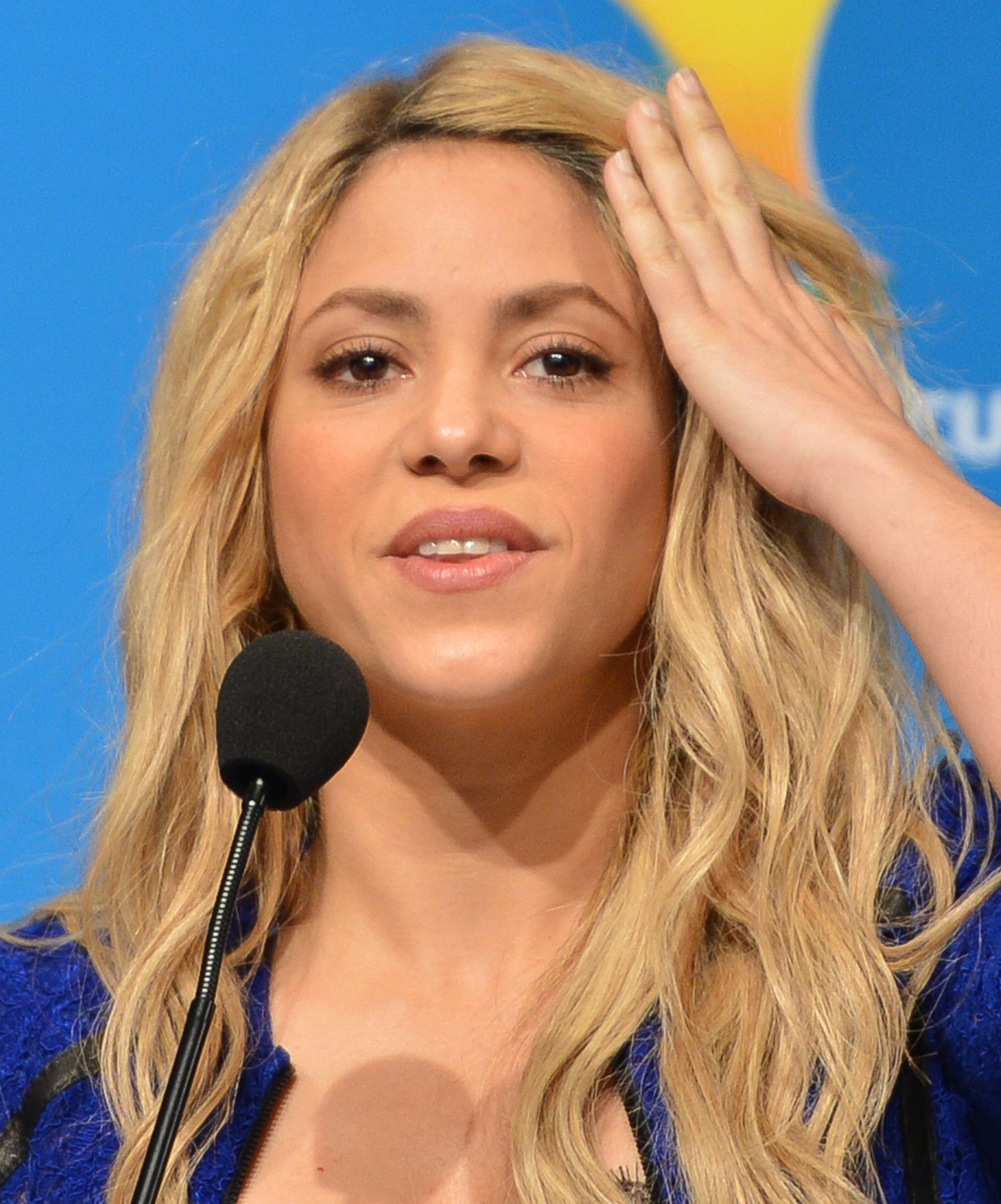
Shakira (en 2014).

### Argentine
Le ministre de l’Énergie et des Mines, Juan José Aranguren, ancien directeur d'une société offshore enregistrée à Barbade.
Le ministre des Finances, Luis Caputo, administrateur d'un gestionnaire de fonds d'investissement dans le Delaware et les îles Caïmans.
Plusieurs conseilleurs du président Mauricio Macri.

### États-Unis
Selon l’ICIJ, Wilbur Ross, secrétaire au Commerce des États-Unis de 2017 à 2021, aurait conservé des intérêts dans la compagnie Navigator Holdings dont l'un des principaux clients est la société gazière et pétrochimique SIBUR ; or l'un des principaux actionnaires de SIBUR est le milliardaire russe Guennadi Timtchenko, qui figure sur la liste des individus sous sanctions américaines en raison de la crise de Crimée en 2014. Wilbur Ross nie tout irrégularité dans ses investissements,.
La chanteuse Madonna aurait pratiqué l'optimisation fiscale en investissant dans une société médicale.
Le nom du milliardaire George Soros est également mentionné dans l'enquête de l'ICIJ. Plusieurs fondations membres de l'Open Society, qu'il a créé, auraient en effet utilisé les services du cabinet d'avocats Appleby pour gérer un réseau de sociétés offshore.

### Canada
Alors que le Parti libéral du Canada s'oppose, depuis l'été 2016, à un projet pour sévir contre les fraudeurs fiscaux, les Paradise Papers révèlent que quelques-uns de ses membres importants sont impliqués dans de l'optimisation fiscale (légale) et potentiellement de la fraude fiscale (illégale) via des montages entre le Canada, Israël et les Îles Caïmans. Les membres impliqués sont le milliardaire Stephen Bronfman, ami d'enfance du Premier ministre Justin Trudeau, et la famille Kolber, ce qui inclut le sénateur Leo Kolber et son fils, l'entrepreneur Jonathan Kolber.

### Colombie
La chanteuse Shakira, qui vit à Barcelone, est résidente fiscale aux Bahamas, et expédie l’argent reçu de ses droits d’auteur à Malte, pour y être moins taxée.
Le président Juan Manuel Santos est directeur de deux sociétés offshore à la Barbade. Ces deux sociétés détiennent 95 % des actions d'une compagnie d’assurance créée par l'ancien ministre colombien de la Défense, Gabriel Silva Luján.
Plus de deux cents Colombiens figurent dans les documents, parmi lesquels des dirigeants de grandes entreprises, d'anciens ministres et des avocats reconnus : Juan Carlos Esguerra, ancien ministre de la Défense (1995) et de la Justice (2010) ; Jorge Alberto Uribe Echavarría, homme d'affaires et ancien ministre de la Défense (2003-2005) ; María Margarita Zuleta, femme d'affaires et ancienne ministre de la Justice (2002) ; le député libéral Simón Gaviria, etc.

### Brésil
Le ministre de l'Agriculture Blairo Maggi et le ministre des Finances Henrique Meirelles du gouvernement de Michel Temer.

## Asie

### Kazakhstan
L'ancien ministre du Pétrole et du gaz Saouat Mynbayev est impliqué comme actionnaire initial de Meridian Capital Ltd.

### Pakistan
L'ancien Premier ministre Shaukat Aziz est listé à la suite de la création du trust appelé Antarctic Trust appartenant à une société du Delaware.

## Europe

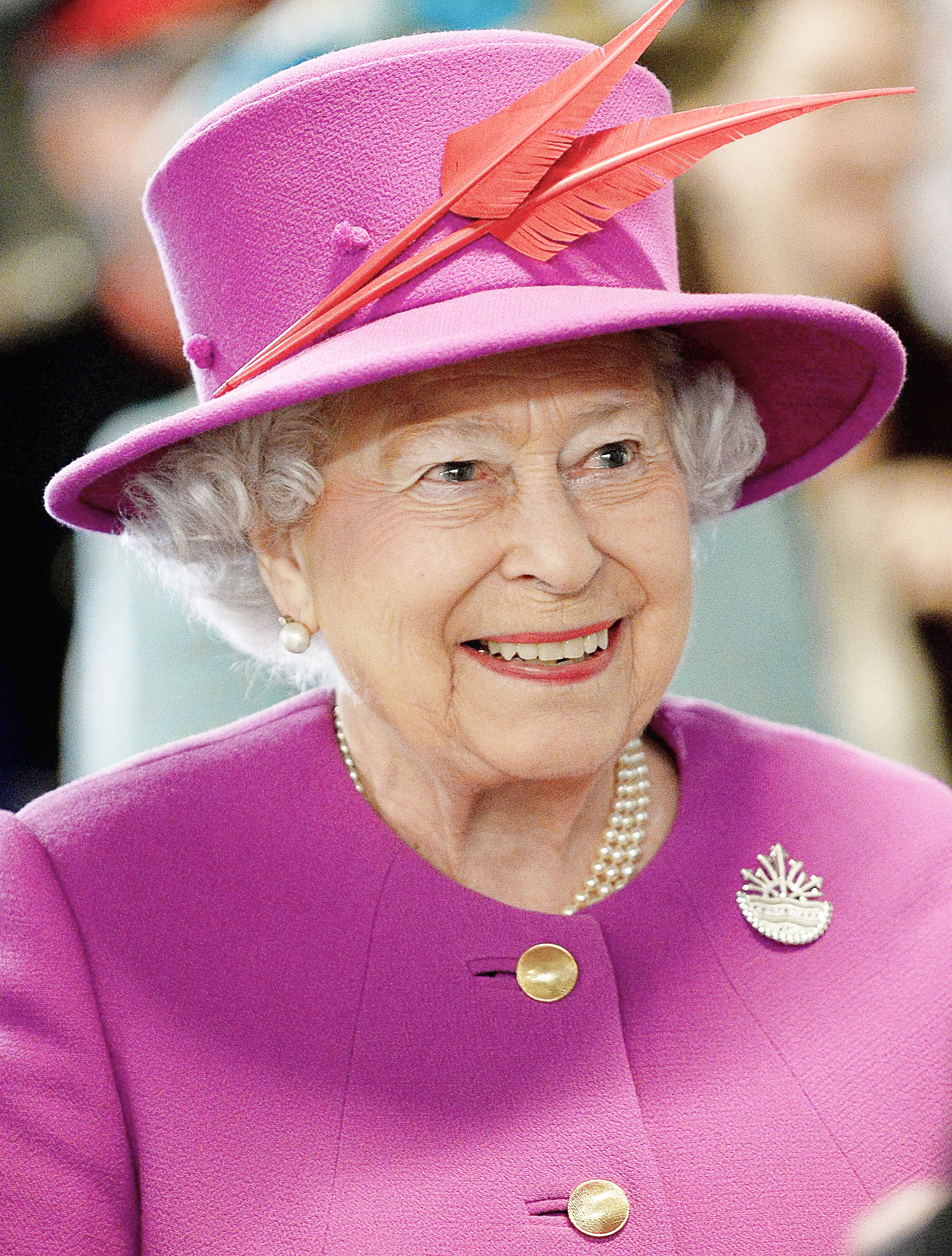
La reine Élisabeth II.
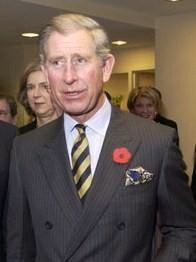
Le roi Charles III (roi du Royaume-Uni)
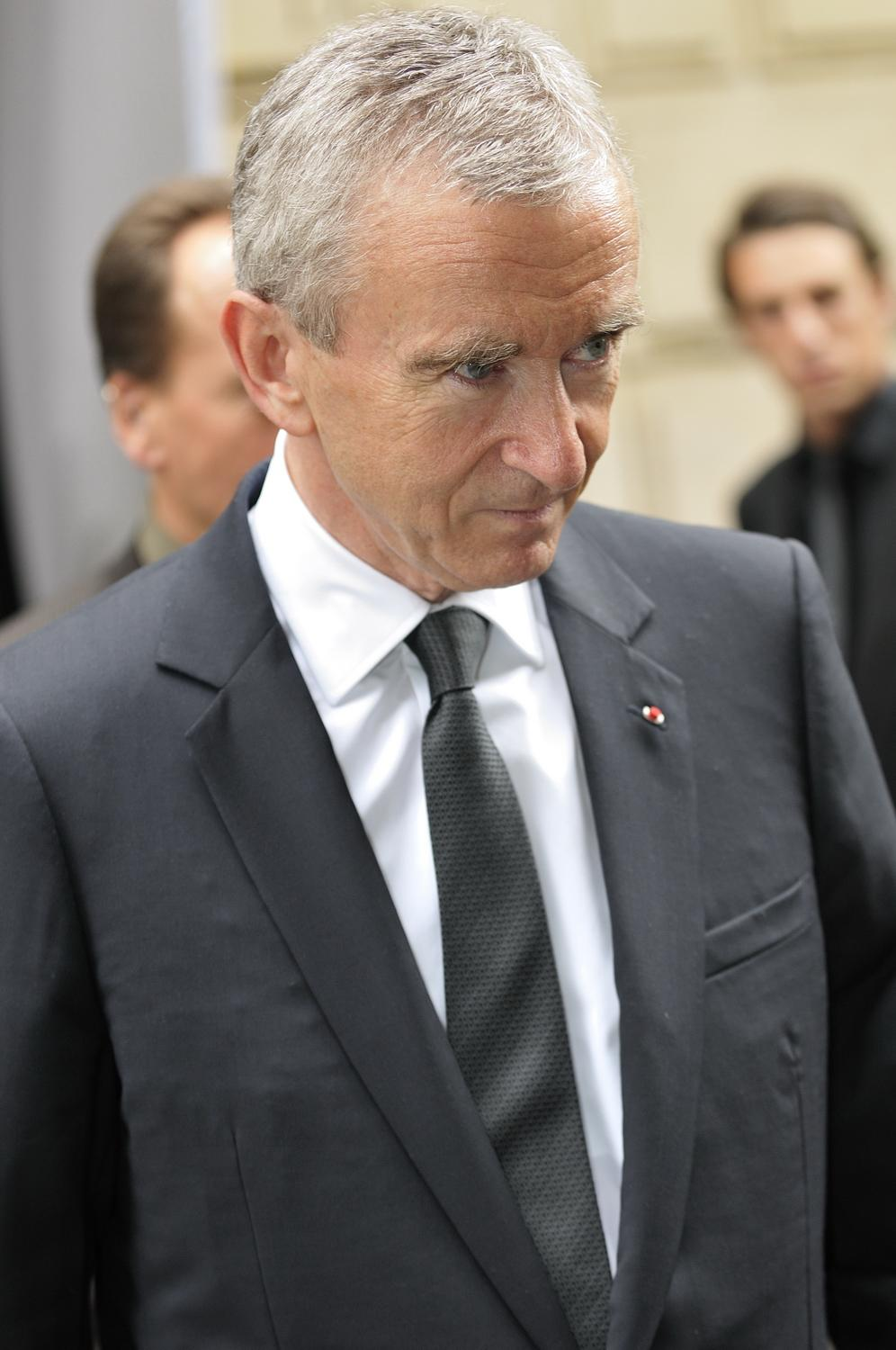
L'homme d'affaires français, Bernard Arnault.
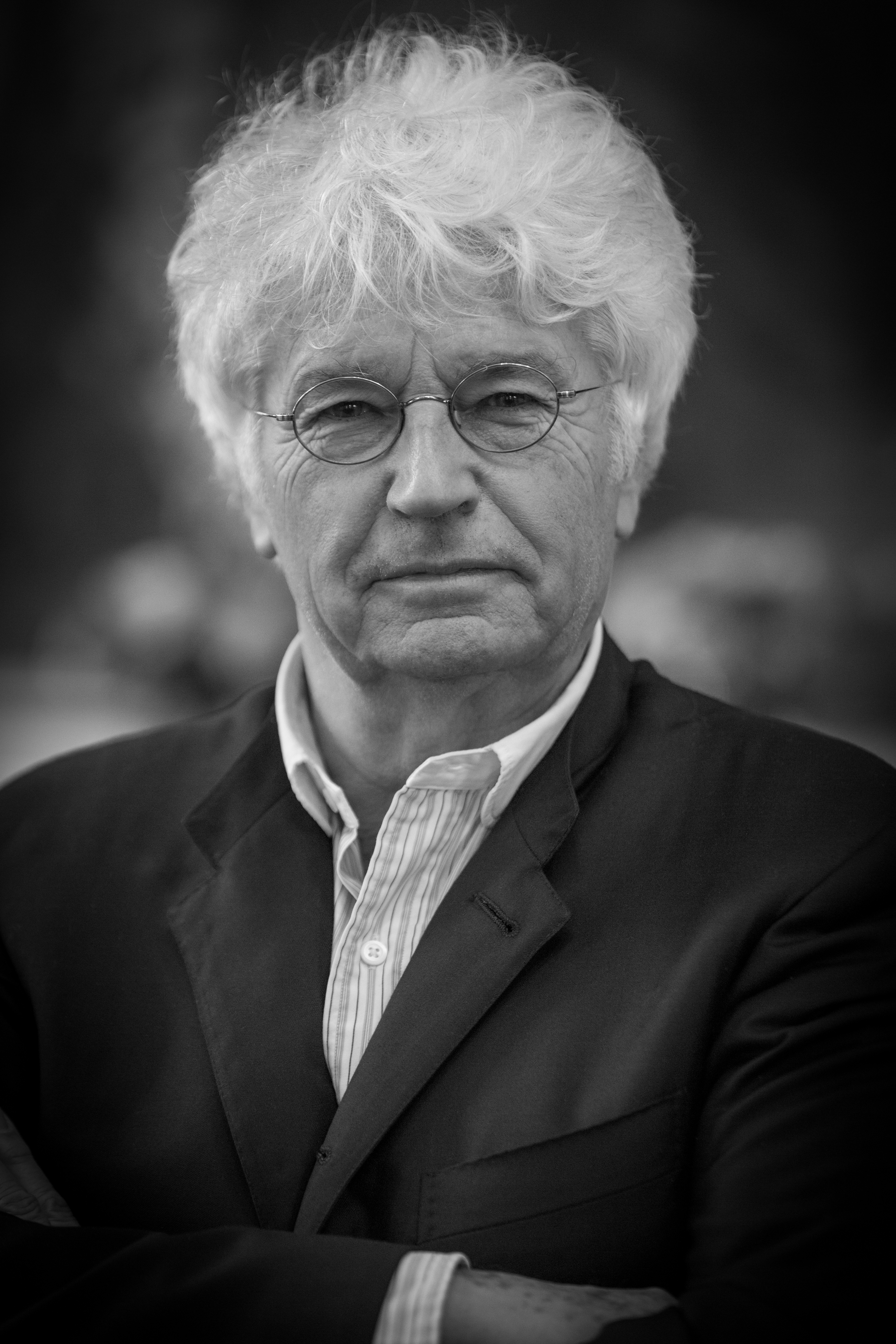
Le réalisateur français Jean-Jacques Annaud
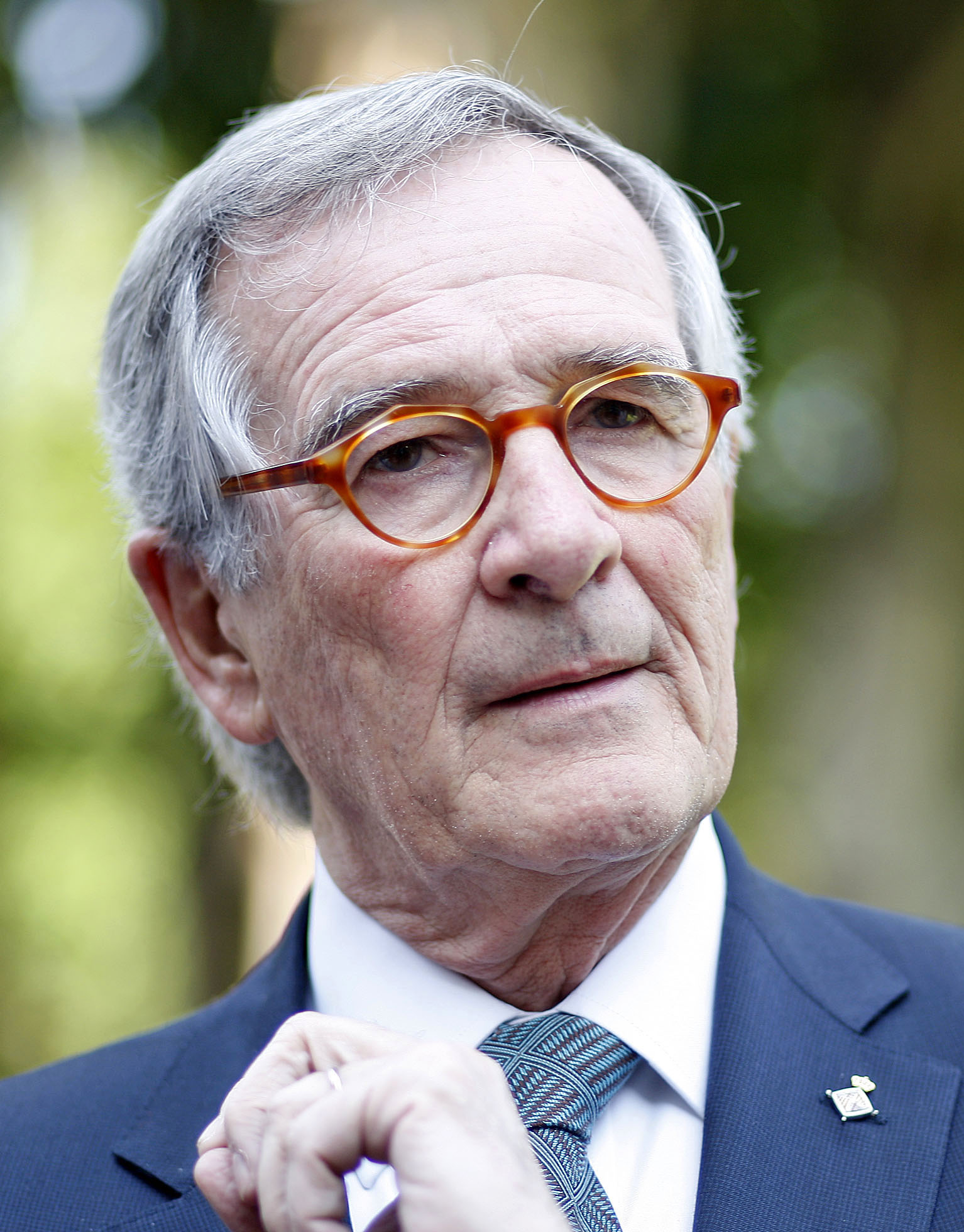
Xavier Trias, ancien maire de Barcelone.
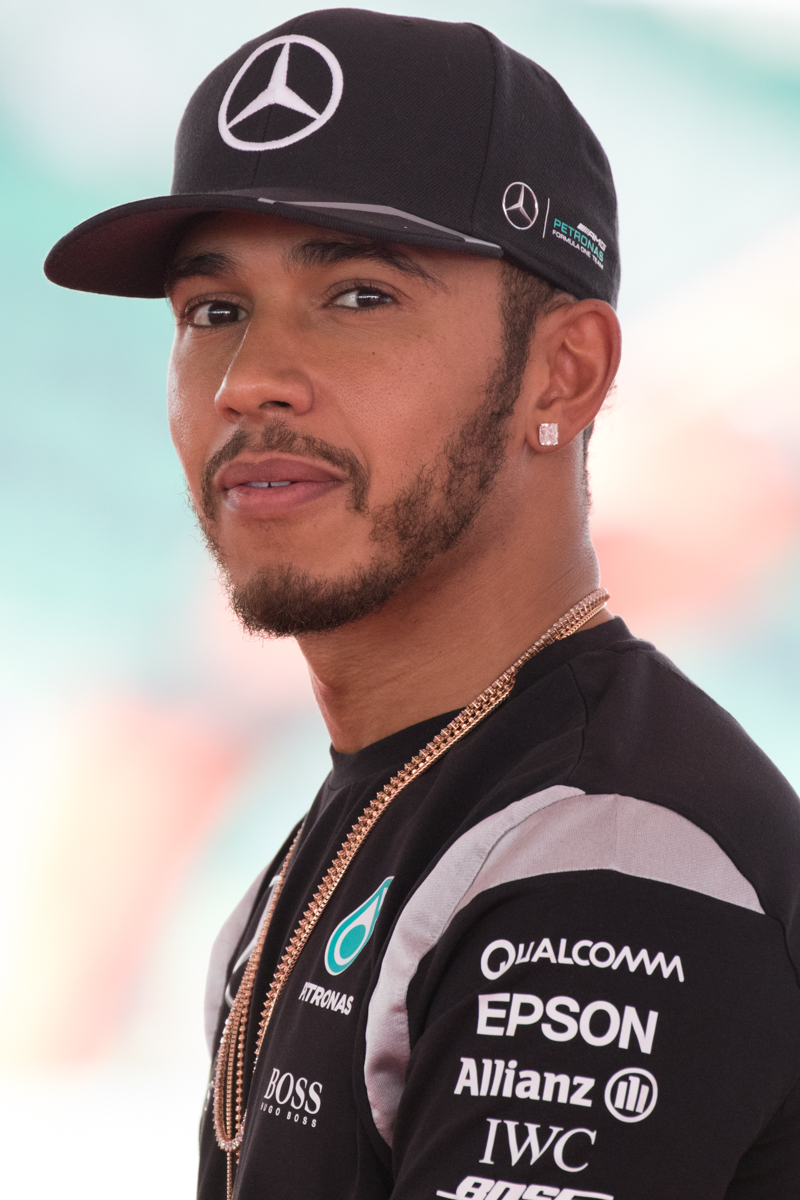
Lewis Hamilton, coureur automobile.

### Autriche
Alfred Gusenbauer, chef du Parti social-démocrate d'Autriche (SPÖ) de 2000 à 2008 et chancelier de l'Autriche de janvier 2007 à décembre 2008 est nommé comme directeur de Novia Management, une société maltaise qui détenait des parts de Novia Funds Sicav Plc, également basée à Malte, qui comprenait parmi les autres actionnaires Tal Silberstein, qui a été arrêté en 2017 avec Beny Steinmetz pour blanchiment d'argent, puis relâché. Silberstein a été conseiller lors de la campagne de Gusenbauer,.

### Espagne
En Espagne sont cités l'ancien maire de Barcelone, Xavier Trias, l'artiste peintre José María Cano et le milliardaire Daniel Maté (en).
L'homme d'affaires Juan Villalonga, PDG de Telefónica entre 1996 et 2000, a enregistré deux sociétés dans des paradis fiscaux.

### France
Le réalisateur Jean-Jacques Annaud a créé le trust Los Condores Trust en 1997, basé sur l'île de Guernesey. Il est accusé d'avoir dissimulé 1,2 million d'euros à l'administration fiscale française.
Le Monde publie un article sur le patrimoine offshore de Bernard Arnault, concernant deux yachts, une propriété en périphérie de Londres, ainsi que des fonds d'investissements.
Xavier Niel, principal actionnaire de Free (et co-actionnaire du groupe Le Monde), détient un yacht par l'intermédiaire d'une société créée à Malte, révèle Le Monde dans le cadre de l'enquête sur les Paradise Papers. Il en va de même pour l'animateur Arthur et Julien Clerc.
Le footballeur Mathieu Flamini est cité dans les Paradise Papers : il serait actionnaire de plusieurs sociétés-écrans basées à Malte et aux îles Vierges britanniques pour favoriser l'activité de son entreprise de biochimie GF Biochemicals.

### Grèce
Mareva Grabowski, épouse de Kyriakos Mitsotakis chef de l'opposition et président de Nouvelle Démocratie, est mise en cause dans les Paradise Papers. Elle est actionnaire à hauteur de 50 % de la société offshore Eternia Capital Management aux îles Caïmans, dans les Caraïbes. Ceci est attesté par des documents du cabinet d'avocats Appleby et des ïles Caïmans du 30 mars 2010.

### Irlande
Le chanteur et guitariste Bono aurait pratiqué l'optimisation fiscale en investissant dans une entreprise maltaise et un centre commercial lituanien.

### Lituanie
Antanas Guoga, membre du Parlement européen, est nommé dans les documents.

### Monténégro
Ana Kolarević, sœur de Milo Đukanović, ancien premier ministre et président du Monténégro, aux responsabilités de 1991 à 2016, est citée dans les Paradise Papers.

### Royaume-Uni

#### Duché de Lancastre / Élisabeth II
Les documents révèlent, pour la première fois, que la reine Élisabeth II détient des intérêts dans plusieurs fonds d’investissement dans des paradis fiscaux, aux Îles Caïmans et aux Bermudes, via le duché de Lancastre,. L'affaire révèle également que le duché est un investisseur de BrightHouse, société controversée de 270 magasins britanniques qui exploitent des milliers de familles pauvres et des personnes vulnérables, via un mécanisme de location-crédit de mobilier à des taux lourds, qui atteignent jusqu'à 99,99 %.

#### Duché de Cornouailles / Prince Charles
Il est révélé que le duché de Cornouailles est un investisseur d'une société offshore basée aux Bermudes, spécialisée dans la vente de crédits carbone. Ce duché qui est une source de revenus pour le prince Charles, a vu ce dernier prendre des positions publiques sur le climat, allant dans le sens de son investissement dans cette entreprise.

#### Autres
Le champion de Formule 1 Lewis Hamilton, originaire du Royaume-Uni et résidant à Monaco, a eu recours à un montage fiscal pour ne pas payer la TVA de 4 millions d'euros de son jet privé, grâce à une société écran à île de Man.
L'actrice Keira Knightley aurait également eu recours à l'optimisation fiscale.
L'influent homme d'affaires et homme politique Michael Ashcroft est également cité, pour n'avoir pas payé d'impôt au Royaume-Uni sur certains revenus issus d'un fonds aux Bermudes.

### Suisse
L’homme d’affaires d’origine suisse et angolaise Jean-Claude Bastos de Morais (en), est cité. Il gère le fonds souverain de l’Angola, qui pèse 5 milliards de dollars, via son groupe Quantum Global basé à Zoug ayant également une filiale à l'Île Maurice.
Monika Ribar (de), Ruth Metzler, Walter Fust, André Schneider, Armin Meyer et Marcel Rohner sont également cités.

### Ukraine

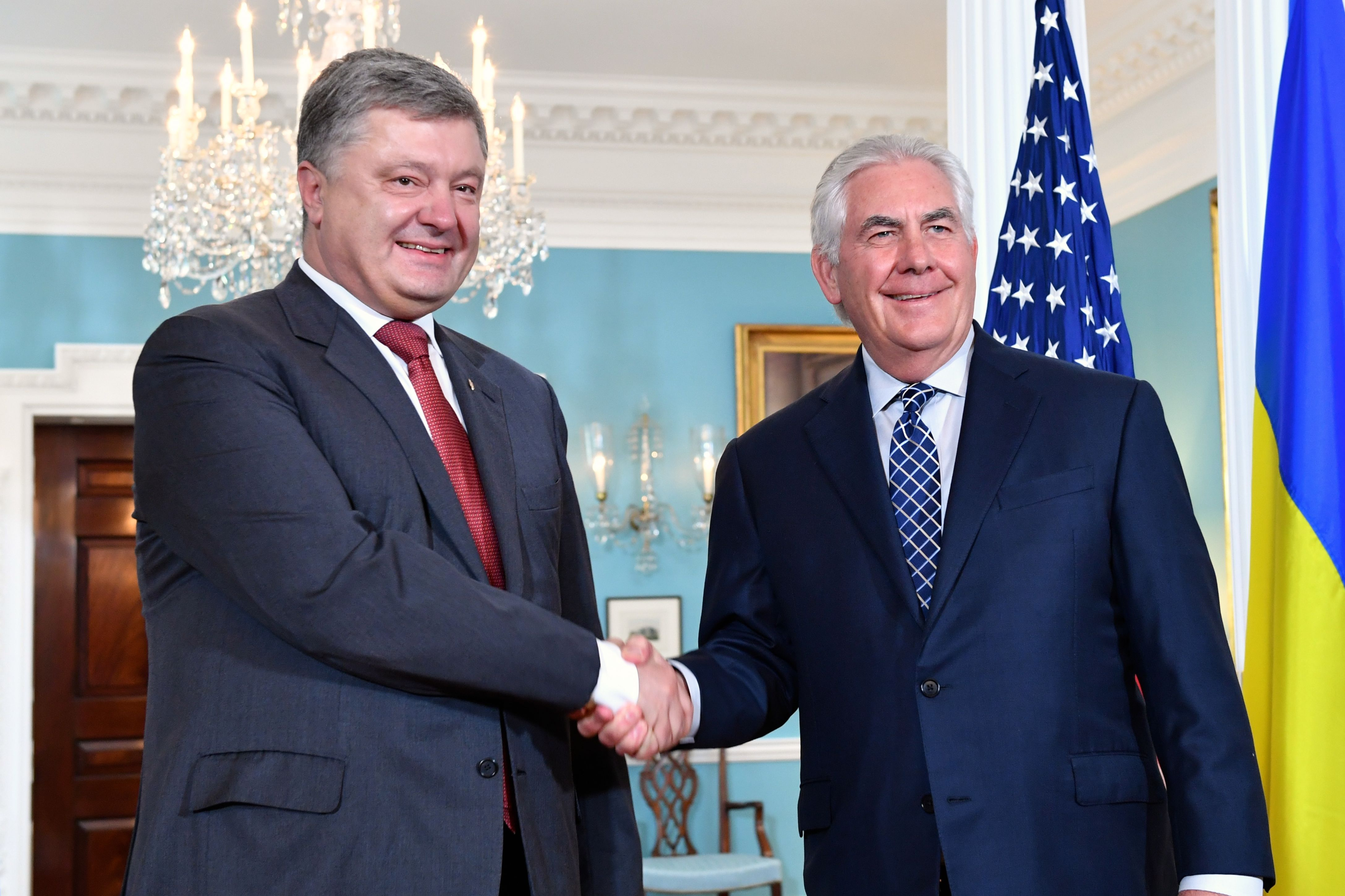
L'ancien président ukrainien Petro Porochenko (à gauche).

L'ancien président ukrainien Petro Porochenko est nommé dans cette affaire.

## Moyen-Orient

### Arabie saoudite
Le prince Khaled bin Sultan bin Abdulaziz Al Saud, ancien vice-ministre de la Défense du Royaume d'Arabie saoudite, est propriétaire d'au moins huit sociétés aux Bermudes entre 1989 et 2014, certaines d'entre elles apparemment créées en vue de posséder des yachts et des avions.